# 星巨蟹蛛
星巨蟹蛛（学名：Heteropoda stellata）为巨蟹蛛科巨蟹蛛属的动物。在中国大陆，分布于甘肃等地。该物种的模式产地在甘肃。